# شهرستان فایت (پنسیلوانیا)
شهرستان فایت، پنسیلوانیا (به انگلیسی: Fayette County, Pennsylvania) شهرستانی در ایالات متحده آمریکا است که در پنسیلوانیا واقع شده‌است.

## خصوصیات
شهرستان فایت ۲٬۰۶۶٫۸۲ کیلومترمربع مساحت دارد.